# Estación de Valdecilla-La Marga
Valdecilla-La Marga es un apeadero ferroviario situado en el municipio español de Santander en la comunidad autónoma de Cantabria. Forma parte de la red de vía estrecha operada por Renfe Operadora a través de su división comercial Renfe Cercanías AM. Está integrada dentro del núcleo de Cercanías Cantabria al pertenecer a las líneas C-2 (antigua F-1 de FEVE y C-2f de Renfe Feve), que une Santander con Cabezón de la Sal, y C-3 (antigua F-2 de FEVE y C-3f de Renfe Feve), que une Santander con Liérganes. Cuenta también con servicios regionales (línea R-3 de Santander a Bilbao). Debe su construcción al vecino Hospital Universitario Marqués de Valdecilla, al que sirve principalmente.

## Situación ferroviaria
La estación forma parte de las siguientes líneas férreas:
- Pk. 099,078 de la línea de ferrocarril de vía estrecha entre Llanes y Santander.[1]
- Pk. 529,223 de la línea de ferrocarril de vía estrecha que une Ferrol con Bilbao, en su sección de Llanes a Santander (andenes de la C-2).[1]
- Pk. 532,291 de la línea de ferrocarril de vía estrecha que une Ferrol con Bilbao, en su sección de Santander a Orejo (andenes de la C-3).[1]
- Pk. 116,945 de la línea de ferrocarril de vía estrecha de Bilbao a Santander.[1]
- Pk. 001,542 de la línea de ferrocarril de vía estrecha de Santander a  Solares y Liérganes.[1]

La estación se encuentra a 3 metros de altitud. El tramo (tanto la sección de Llanes a Santander, como la de Santander a Orejo) es de vía doble y está electrificado a 1500 voltios CC.

## La estación
Las instalaciones constan de un paso superior cubierto, donde se disponen los equipamientos del control de accesos y venta de billetes. Desde este, parten tres escaleras que conectan con cada uno de los tres andenes de la estación. Desde el año 2019, fueron instalados ascensores para conectar cada uno de los andenes con el distribuidor, el cual fue reformado. Sin embargo, estos ascensores no entraron en servicio hasta el año 2021 cuando se obtuvieron todos los permisos para su puesta en marcha.

## Servicios ferroviarios

### Regionales
Los trenes regionales que realizan el recorrido Santander - Bilbao (línea R-3f) tienen parada en esta estación. La frecuencia es de trenes diarios por sentido, existiendo un servicio adicional (línea R3a) de lunes a viernes entre Marrón y Santander en ambos sentidos. Los servicios ferroviarios en la relación Bilbao-Santander, para los trayectos regionales, se prestan exclusivamente con composiciones diésel de la serie 2700
| Línea | Origen/Destino | Paradas intermedias | Destino/Origen   |
| --- | -------------- | --- | ---------------- |
| | Santander      | Valdecilla-La Marga · Nueva Montaña · Valle Real · Maliaño-La Vidriera · Astillero · La Cantábrica* · San Salvador* · Heras · Orejo · Puente Agüero · Villaverde de Pontones · Hoz de Anero · Beranga · Gama · Cicero · Treto · Limpias · Marrón · Udalla · Gibaja · Carranza · Villaverde Trucios · Arcentales ·Traslaviña · Mimetiz · Aranguren · Sodupe · Zaramillo · Iráuregui · Zorroza-Zorrozgoiti · Basurto Hospital · Amézola | Bilbao Concordia |
| * En los apeaderos de La Cantábrica y San Salvador sólo efectúan parada los servicios de la línea R3a Santander - Marrón. |                | |                  |

### Cercanías
Forma parte de las líneas C-2 (Santander - Cabezón de la Sal) y C-3 (Santander - Liérganes) de Cercanías Cantabria.
La línea C-2 tiene una frecuencia de trenes cercana a un tren cada 20-30 minutos en función de la franja horaria. La cadencia disminuye durante los fines de semana y festivos.
La línea C-3 tiene, para el trayecto Santander-La Cantábrica, un intervalo de paso de trenes aproximado de unos 30 minutos durante los días laborables de lunes a sábados, disminuyendo este intervalo a 60 minutos durante los domingos y festivos. Para los trenes que circulan hasta la estación de Solares, el intervalo se reduce a 30-60 minutos según la hora en días laborables de lunes a viernes, siendo de 60 minutos sábados, domingos y festivos. Para los trenes que llegan hasta la estación de Liérganes, el intervalo de paso es de 60 minutos de lunes a domingo, incluyendo festivos.